# Schmale Straße 5 (Quedlinburg)

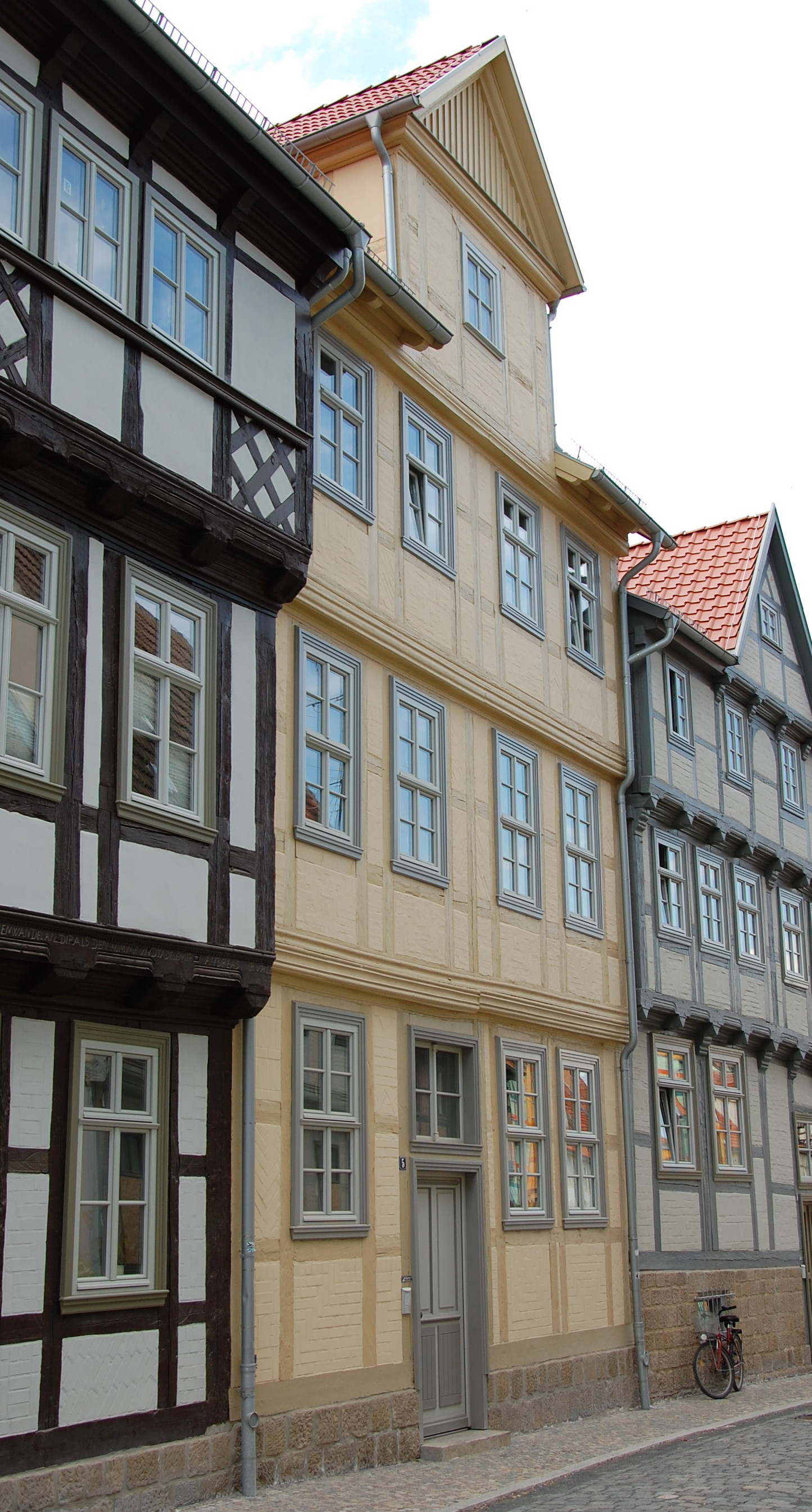
Haus Schmale Straße 5

Das Haus Schmale Straße 5 ist ein denkmalgeschütztes Gebäude in der Stadt Quedlinburg in Sachsen-Anhalt.

## Lage
Es befindet sich im nördlichen Teil der historischen Quedlinburger Altstadt auf der Westseite der Schmalen Straße. Das zum UNESCO-Weltkulturerbe gehörende Gebäude ist im Quedlinburger Denkmalverzeichnis als Kaufmannshaus eingetragen. Südlich grenzt das gleichfalls denkmalgeschützte Haus Schmale Straße 4, nördlich das Haus Schmale Straße 6 an.

## Architektur und Geschichte
Das dreigeschossige barocke Fachwerkhaus wurde in der Zeit um 1740 errichtet. Es wird mittig von einem großen Zwerchhaus bekrönt. Sowohl am Zwerchhaus als auch an den Stockschwellen des Gebäudes befinden sich Profilbohlen. Die Gefache sind mit Zierausmauerungen versehen.